# Pomaderris angustifolia
Pomaderris angustifolia är en brakvedsväxtart som beskrevs av N. A. Wakefield. Pomaderris angustifolia ingår i släktet Pomaderris och familjen brakvedsväxter. Inga underarter finns listade i Catalogue of Life.